# ʿAbd Manāf ibn Quṣayy
ʿAbd Manāf ibn Quṣayy (in arabo عبد مناف بن قصي‎?; La Mecca, 430 circa – La Mecca, ...) è stato un mercante arabo della tribù dei Banu Kinana. È il trisavolo per lato paterno di Maometto.

## Biografia
Figlio di Quṣayy ibn Kilāb, il vero costitutore della tribù coreiscita, sposò ʿĀtika bint Murra al-Sulaymiyya (dei B. Sulaym) e da lei ebbe sei figli, di cui quattro maschi - ʿAbd Shams b. ʿAbd Manāf, Nawfal, Hāshim b. ʿAbd Manāf e Muṭṭalib b. ʿAbd Manāf - e due femmine: Ḥāla e Barra.
Muṭṭalib, che era più giovane di Hāshim, gli succedette alla guida del clan.
La sepoltura di ʿAbd Manāf viene indicata nel cimitero del Jannat al-Muʿalla, a Mecca (attuale Arabia Saudita).